# ريد (فلم 2018)
رايد (بالإنجليزية: Raid) هو فيلم هندي من نوع حركة وجريمة، للكاتب ريتيش شاه والمخرج راج كومار غوبتا، وبطولة إليانا دي كروز وأجاي ديفجان.

## القصة
استنادًا على قصة حقيقية جرت خلال حقبة الثمانينات، تتركز أحداث الفيلم حول آماي باتنايك، محقق متخصص في ضريبة الدخل، وشخص مستقيم في عمله ودومًا ما يدفع ثمن استقامته، لكنه في نفس الوقت يحقق نجاحات كبيرة في عمله، حتى يتم تكليف تاواج مرهوب الجانب في أووتار براديش.

## التصوير
التصوير الرئيسي للفيلم بدأ في لكناو في سبتمبر 2017 ليكون جاهزا في أبريل 2018.

## روابط خارجية
- مقالات تستعمل روابط فنية بلا صلة مع ويكي بيانات